# سن-ژیلبر، کبک
سَن-ژیلبِر (به فرانسوی: Saint-Gilbert) قصبه‌ای در منطقه شهری پورتنوف ناحیه کاپیتل-ناسیونال در استان کبک کانادا است. در سرشماری سال ۲۰۱۱ این قصبه ۲۷۶ نفر جمعیت داشته‌است و مساحت آن ۳۶٫۹۵ کیلومتر مربع است.